# Svartträsket (Djurö socken, Uppland, 658195-166433)
Svartträsket är en sjö i Värmdö kommun i Uppland och ingår i Norrström-Tyresåns kustområde.